# 曇雲寺
曇雲寺位於四川省成都市崇州市黑石河畔西岸，建於清代康熙六年，現存前殿、大殿及東廂房，建築面積共803.8平方公尺。前殿和大殿均為石構建築。其中前殿中柱高9公尺，鑲壁石板60多片。後闌上置整石板為匾共三道，刻匾文及魚、鳳圖案。柱礎上浮雕戲文，柱上陰刻對聯。大殿中柱高9.7公尺，柱徑46公釐，鑲壁石板80多片，每片高3.9公尺。柱上陰刻對聯，柱礎直徑70公釐，上刻浮雕卷草花卉。後幛闌上置石匾三道，正背面均刻匾文。二殿建築除檩、橼、穿外均為石質，整體雖高峻但十分穩重。前殿內外存碑八通，分別為清代各個時期之物。罷雲寺石構建築是研究清代建築及石刻藝術的珍貴資料。2007年，曇雲寺被成都市人民政府公佈為市級文物保護單位。2012年7月16日公佈為第八批四川省文物保護單位。